# 洋基傻子鼠
《洋基傻子鼠》（英語：The Yankee Doodle Mouse）是一部1943年美国制作的特艺彩色单卷轴动画片。这是《猫和老鼠》的第11部短片，由弗雷德·昆比制作，威廉·汉纳和约瑟夫·巴伯拉执导，斯科特·布拉德利担任音乐监督，欧文·斯宾塞、皮特·伯内斯、肯尼思·缪斯和乔治·戈登担任动画制作。原版印刷品上注明了Jack Zander，但1950年再版中省略了他的署名。该片于1943年6月26日由米高梅在影院上映。短片以猫和老鼠以伪战争风格互相追逐为特色，并大量引用了吉普车和俯冲轰炸机等二战战争技术，并以常见家居用品的巧妙运用为代表。《洋基傻子鼠》荣获1943年奥斯卡最佳动画短片奖，成为《猫和老鼠》七部动画片中第一部获此殊荣的动画片。
《洋基傻子鼠》之名来自于《洋基歌》,“洋基”（Yankee）一词是对参加法印战争的新英格兰人的轻蔑之词，後指代美國英格蘭地區的人，甚至是全體美國人，Doodle這裡的意思是「傻子」，也是英軍對殖民地居民的嘲諷。